# 李養沖
李養沖（1577年—1629年），字葆婴，号知白，直隸廣平府永年縣（今河北省邯郸市永年区）人，明朝官员。累官宣府巡撫。崇祯初被劾，死於獄中。

## 生平
萬曆三十五年（1607年）丁未科進士，任池州府推官，升任兵部主事。天启六年五月，由陝西固原兵备右參政升為本省按察使、備兵洮岷。閏六月，仍管固原道事。累官兵部右侍郎、巡撫宣府。崇禎二年（1629年）罷官，御史吳玉彈劾其侵盜撫賞銀七萬及冒功匿敗等罪。論死，死於獄中。

## 家族
曾祖李琇。祖父李时，壽官。父李郁。母胡氏。慈侍下。兄李养性（贡士）。有弟李養廉、李養志（知县）、李养初、李养默。子李芳蕴、李芳莎。